# Brian J. Nelson
Brian J. Nelson (* 22. April 1967 in Madison/Wisconsin) ist ein US-amerikanischer Komponist.

## Leben und Wirken
Nelson studierte bis 1990 an der University of Michigan Komposition bei William Bolcom, William Albright und Nick Thorne mit Abschluss als Bachelor. Den Mastergrad erlangte er hier 2000, und 2011 erhielt er als Schüler von James Barnes an der University of Kansas den Doktorgrad (D. M. A.). Als Komponist trat er mit kirchenmusikalischen Werken, aber auch Kammer- und Orchestermusik hervor. Kompositionen Nelsons erschienen auf den CDs Responsorial Psalms for Advent and Christmas (2009) und Vocalise – Instrumental & Vocal Music of Brian J. Nelson.

## Werke
- Vocalise for Solo Cello
- Two Songs of Two Loves für Mezzosopran und Klavier
- Book of Prayers für Solotenor
- The Reconciliation, Three Psalms for Solo Tenor
- Of Spiritual Joy and Sorrow – Two Canticles for Solo Tenor
- Tabernaculae Dei (The Dwelling Places of God) für vierstimmigen Frauenchor
- Psalm 46 für zweistimmigen Frauenchor oder Tenor und Blockflöte
- Of Height and Depth, vier Lieder für Sopran und Klavier
- Three Motets für gemischten Chor
- Declamations and Epiphanies für Orchester
- In the Beginning Was the Word für Orchester
- Psalm 100 für gemischten Chor, Flöte und Klavier
- Thirty-three Psalm Tones on the Doctors of the Church
- Responsorial Psalms for Advent and Christmas
- Mass of St. Benedict
- Elegiac Folk Song für Horn und Klavier
- Ballade für Violine und Klavier
- Capriccio für Flöte, Oboe und Klavier
- Three Anthems for the Holy Season of Lent für gemischten Chor a cappella
- Seven Reflections on the State Songs für Violine und Fagott
- Fanfare on the Destiny of Fate für Bläser und Perkussion
- Te Deum für Chor und Orchester
- Mass of St. Rose Phillipine de Chesne

## Weblink
- Nelson Music